# Largario

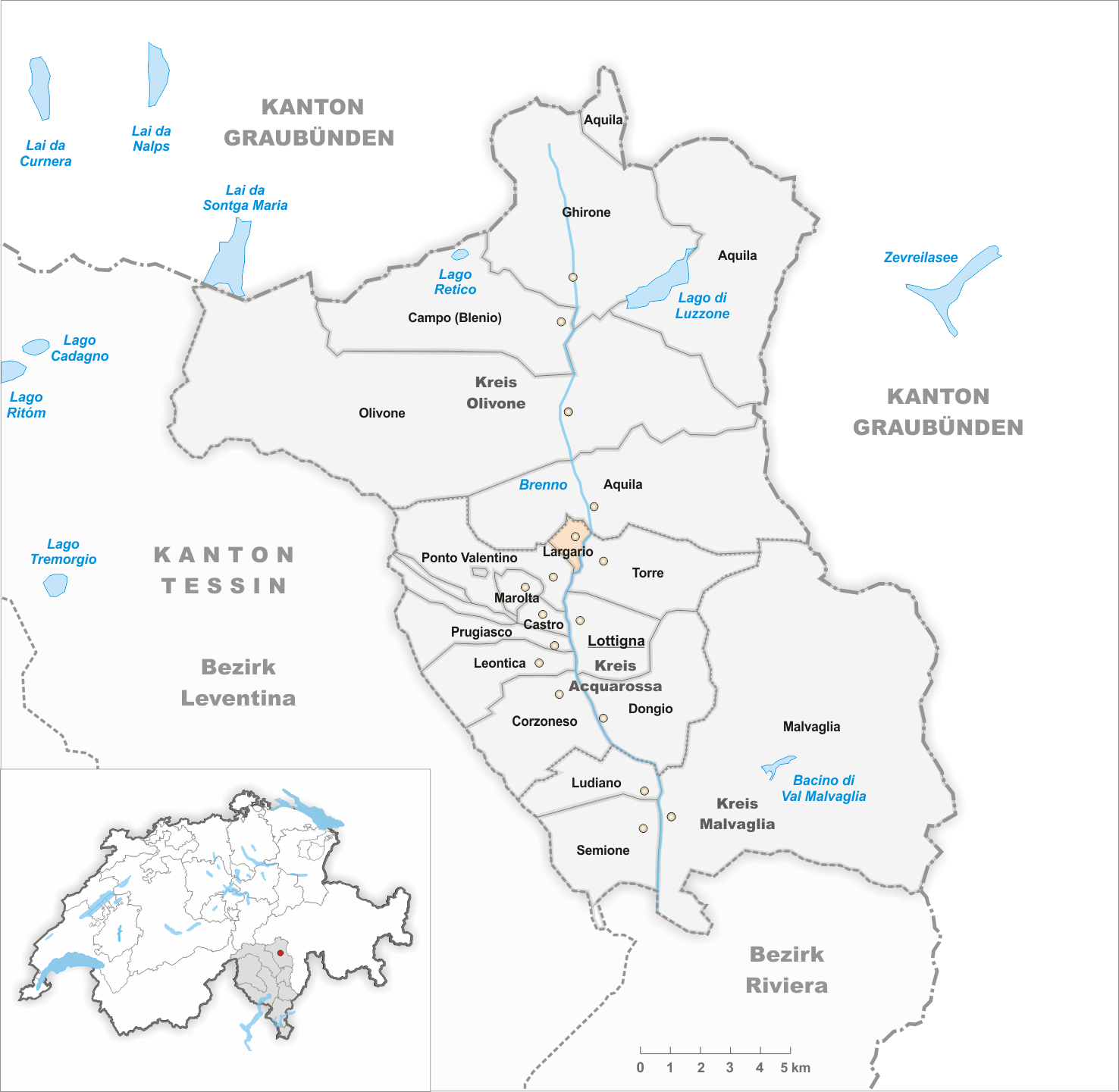
Gemeindestand vor der Fusion am 4. April 2004

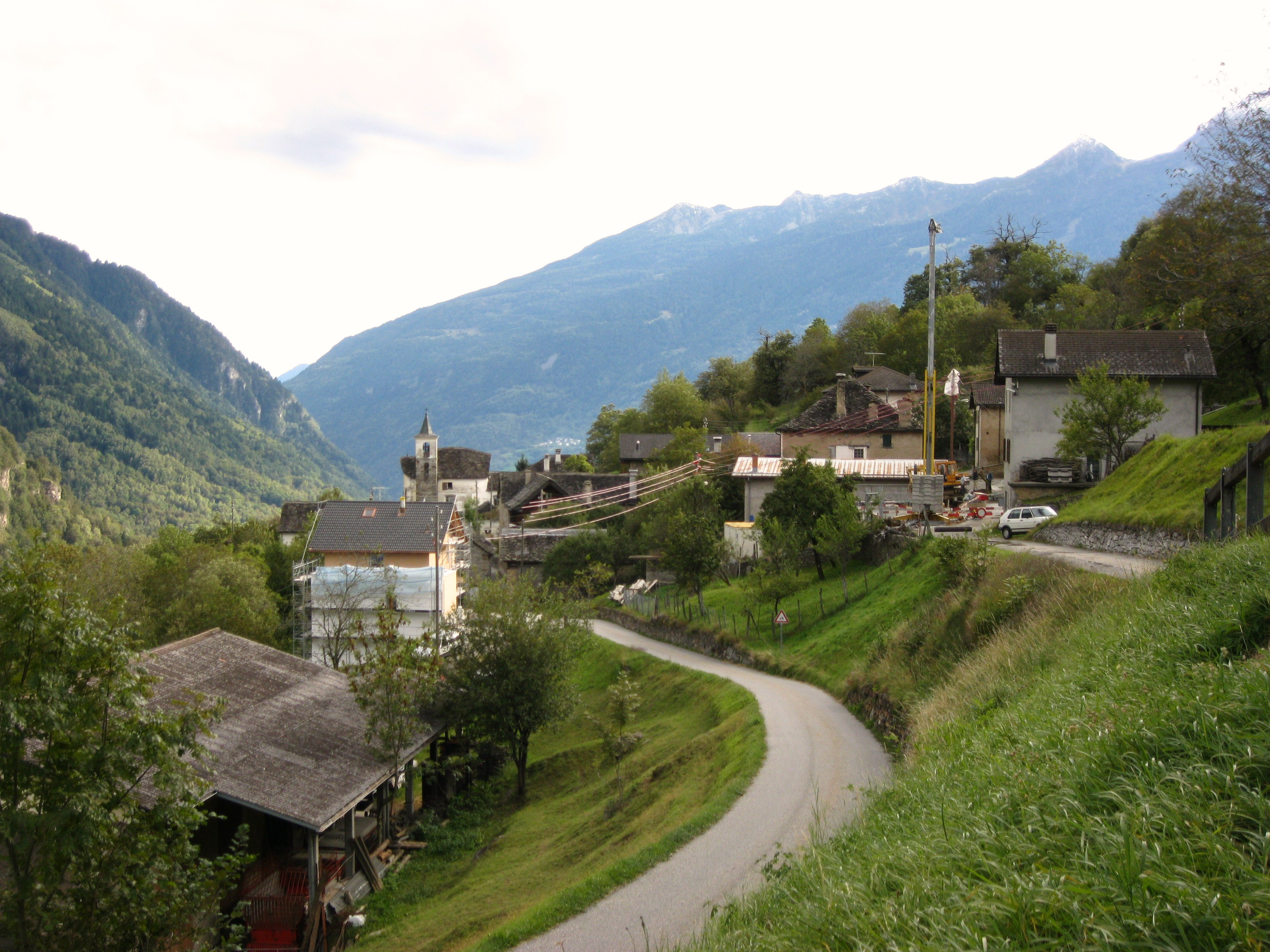
Largario

Largario (lombardisch Larzei [larˈdzei]) ist eine Fraktion der politischen Gemeinde Acquarossa im Schweizer Kanton Tessin. Sie bildete bis 2004 eine eigenständige Gemeinde.

## Geographie

Luftbild (1953)

Das Dorf liegt am rechten Ufer des Brenno und am Fuss der Punta di Larescia (2272 m ü. M.); 20 km nördlich von Biasca.

## Geschichte
Eine erste urkundliche Erwähnung findet das Dorf im Jahre 1207 als de Largario. Der Ortsname ist eine Ableitung von lateinisch larix ‚Lerche‘.
Im Mittelalter gehörte Largario zusammen mit Campo zur Nachbarschaft (Dorfgenossenschaft) Olivone. Die drei Orte und nachmaligen politischen Gemeinden bilden bis heute eine gemeinsame Bürgergemeinde. Die Kirche San Pietro wird erstmals 1283 bezeugt. Eine eigene Pfarrei bildet Largario wohl seit etwa 1300.
Auf den 4. April 2004 schloss sich Largario mit Castro, Corzoneso, Dongio,  Leontica, Lottigna, Marolta, Ponto Valentino und Prugiasco zur neu gebildeten Gemeinde Acquarossa zusammen. Die bisherige Ortsbürgergemeinde Olivone, Campo und Largario blieb auch nach der Fusion der Einwohnergemeinden bestehen.

## Bevölkerung
Einwohnerzahlen: Volkszählungsdaten
1980 war Largario einwohnermässig die kleinste Gemeinde der Schweiz, 1990 die kleinste Gemeinde im Kanton Tessin.

## Sehenswürdigkeiten
Das Dorfbild ist im Inventar der schützenswerten Ortsbilder der Schweiz (ISOS) als schützenswertes Ortsbild der Schweiz von nationaler Bedeutung eingestuft.
- Pfarrkirche Santi Pietro und Paolo[7]
- Oratorium San Rocco mit Fresko Madonna mit Kind und Heilige Rocco und Sebastiano (XVI. Jahrhundert) im Innenraum.[7]